# Miss Finlandia

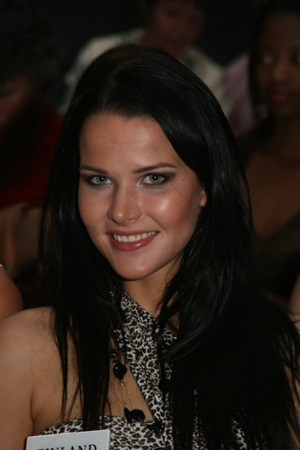
Linda Wikstedt, rappresentante della Finlandia a Miss Mondo 2008.

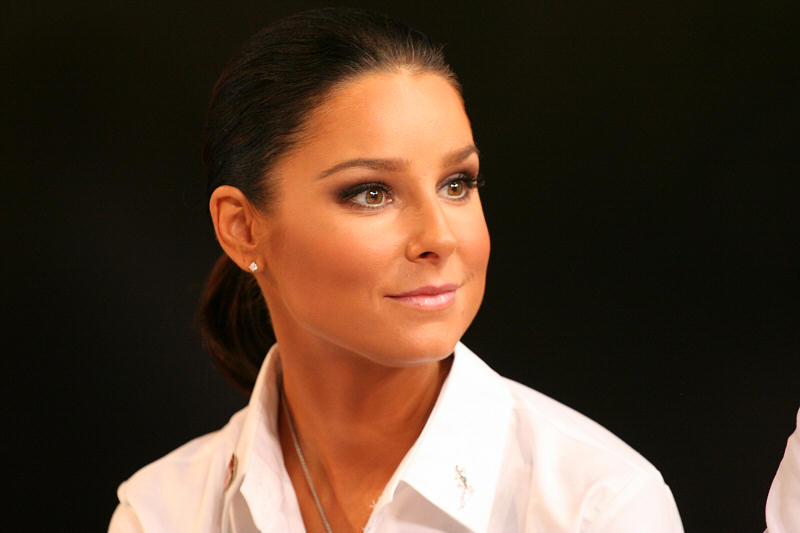
Karita Tuomola, Miss Finlandia 1997.

Miss Finlandia (Miss Suomi) è un concorso di bellezza nazionale per donne non sposate che si tiene annualmente in Finlandia dal 1931, con una breve interruzione dovuta alla seconda guerra mondiale.
Le finaliste del concorso hanno poi la possibilità di rappresentare il proprio paese nelle varie competizioni internazionali come Miss Mondo, Miss Universo, Miss Europa, Miss Scandinavia e Miss Baltic Sea.

## Albo d'oro
| Anno      | Vincitrice               | Titolo             |
| --------- | ------------------------ | ------------------ |
| 2016      | Shirly Karvinen          |                    |
| 2015      | Rosa-Maria Ryyti         |                    |
| 2014      | Bea Toivonen             |                    |
| 2013      | Lotta Hintsa             |                    |
| 2012      | Sara Chafak              |                    |
| 2011      | Pia Pakarinen            |                    |
| 2010      | Viivi Pumpanen           |                    |
| 2009      | Essi Pöysti              |                    |
| 2008      | Satu Tuomisto            |                    |
| 2007      | Noora Hautakangas        |                    |
| 2006      | Ninni Laaksonen          |                    |
| 2005      | Hanna Ek                 |                    |
| 2004      | Mira Salo                |                    |
| 2003      | Anna Maria Strömberg     |                    |
| 2002      | Janette Broman           |                    |
| 2001      | Heidi Willman            |                    |
| 2000      | Suvi Marjut Miinala      |                    |
| 1999      | Vanessa Forsman          |                    |
| 1998      | Jonna Kauppila           |                    |
| 1997      | Karita Maria Tuomola     |                    |
| 1996      | Lola Iyabode Odusoga     |                    |
| 1995      | Heli Pirhonen            |                    |
| 1994      | Henna Meriläinen         |                    |
| 1993      | Tarja Smura              |                    |
| 1992      | Kirsi Syrjänen           |                    |
| 1991      | Tanja Vienonen           |                    |
| 1990      | Tiina Susanna Vierto     |                    |
| 1989      | Åsa Maria Lövdahl        |                    |
| 1988      | Nina Carita Björnström   |                    |
| 1987      | Outi Helena Tanhuanpää   |                    |
| 1986      | Tuula Irmeli Polvi       |                    |
| 1985      | Marja Kristiina Kinnunen |                    |
| 1984      | Anna-Liisa Tilus         |                    |
| 1983      | Nina Marjaana Rekola     |                    |
| 1982      | Sari Kaarina Aspholm     |                    |
| 1981      | Merja Orvokki Varvikko   |                    |
| 1980      | Sirpa Anneli Viljamaa    |                    |
| 1979      | Päivi Uitto              |                    |
| 1978      | Seija Kaarina Paakkola   |                    |
| 1977      | Armi Anja Aavikko        |                    |
| 1976      | Riitta Inkeri Väisänen   | Miss Europa 1976   |
| 1975      | Anne Marie Pohtamo       | Miss Universo 1975 |
| 1974      | Riitta Johanna Raunio    |                    |
| 1973      | Raija Kaarina Stark      |                    |
| 1972      | Maj-Len Eriksson         |                    |
| 1971      | Pirjo Aino Laitila       |                    |
| 1970      | Ursula Rainio            |                    |
| 1969      | Harriet Marita Eriksson  |                    |
| 1968      | Leena Marketta Brusiin   | Miss Europa 1968   |
| 1967      | Ritva Helena Lehto       |                    |
| 1966      | Satu Charlotta Östring   |                    |
| 1965      | Virpi Liisa Miettinen    |                    |
| 1964      | Sirpa Suosmaa            |                    |
| 1963      | Marja-Liisa Ståhlberg    |                    |
| 1962      | Kaarina Leskinen         |                    |
| 1961      | Ritva Wächter            |                    |
| 1960      | Heli Heiskala            |                    |
| 1959      | Tarja Nurmi              |                    |
| 1958      | Pirkko Mannola           |                    |
| 1957      | Marita Lindahl           | Miss Mondo 1957    |
| 1956      | Sirpa Koivu              |                    |
| 1955      | Inga Britt Söderberg     | Miss Europa 1955   |
| 1954      | Yvonne de Bruyn          |                    |
| 1953      | Maija-Riitta Tuomaala    |                    |
| 1952      | Eva Hellas               |                    |
| 1950-1951 | Hilkka Ruuska            |                    |
| 1948-1949 | Terttu Nyman             |                    |
| 1947      | Anna Liisa Leppänen      |                    |
| 1946      | Anja Kola                |                    |
| 1945      | Irja Alho                |                    |
| 1938      | Sirkka Salonen           | Miss Europa 1938   |
| 1937      | Britta Wikström          | Miss Europa 1937   |
| 1936      | Irma Streng              |                    |
| 1935      | Terttu Lyytikäinen       |                    |
| 1934      | Anna Lisa Fahler         |                    |
| 1933      | Ester Toivonen           | Miss Europa 1934   |
| 1932      | Maija Nissinen           |                    |
| 1931      | Ragnhild Nyholm          |                    |